# BS Fabrications
BS Fabrications era una empresa de ingeniería especializada en fabricaciones para equipos de Fórmula 1 fundada por Bob Sparshott, un antiguo ingeniero de Lotus que había trabajado con Jim Clark y Graham Hill, y John "Ace" Woodington en Luton en 1972. La empresa también gestionó varios coches de F1 privados para clientes en carreras de Gran Premio entre 1972 y 1978.
En 1972 la empresa hizo correr al estadounidense Brett Lunger en un March F2. Entraron por primera vez en la F1 en 1972 bajo el nombre de Space Racing cuando construyeron un March híbrido F1/F2 para Mike Beuttler utilizando un monocasco de Fórmula 2 con un motor de F1. Volvieron bajo el nombre de B&S Fabrications en 1976, con un Surtees para Henri Pescarolo. El equipo consiguió su mejor resultado de la temporada con un 9.º puesto en el Gran Premio de Austria de 1976. En la temporada del Campeonato del Mundo de Fórmula 1 de 1977, el equipo corrió brevemente con un March y luego con un nuevo McLaren M23 para Lunger. El equipo igualó su mejor resultado hasta la fecha, con un 9.º puesto en el Gran Premio de los Países Bajos de 1977.
El equipo comenzó la campaña de 1978 con su fiable McLaren M23 y Lunger, que volvía para su segunda temporada conduciendo para el equipo. Después de solo 4 Grandes Premios, se hizo el cambio al nuevo M26, que había sido comprado en la temporada baja y probado por Lunger. Posteriormente, Lunger consiguió las tres mejores actuaciones de su carrera en la Fórmula 1, un 7.º puesto en el Gran Premio de Bélgica y un 8.º en los Grandes Premios de Gran Bretaña y Austria. Tras el éxito de Lunger en el McLaren M26, el equipo colocó al novato brasileño y futuro tricampeón del mundo de Fórmula 1, Nelson Piquet, en su M23 para los 3 últimos Grandes Premios de la temporada. Piquet consiguió un 9.º puesto en el Gran Premio de Italia.
El equipo nunca completó una temporada completa, habiendo corrido todos los Grandes Premios de 1978 excepto dos. Tampoco consiguió nunca un punto en el Campeonato de Fórmula 1, siendo Lunger el que más se acercó a él en el Gran Premio de Bélgica de 1978, en el que terminaron 7.º, a solo un puesto de los puntos. En 1980, la fábrica participó en la construcción del Toleman TG280.
El equipo también corrió en F2 y F3000, bajo el nombre de BS Automotive, proporcionando a Christian Danner su victoria en el campeonato de F3000 en 1985.

## Resultados

### Fórmula 1
(Clave) (negrita indica pole position) (cursiva indica vuelta rápida)

| Año     | Chasis                  | Motor                    | Neu. | N.º | Pilotos         | 1   | 2   | 3   | 4   | 5    | 6   | 7   | 8   | 9   | 10  | 11   | 12  | 13  | 14  | 15  | 16  | 17  |
| ------- | ----------------------- | ------------------------ | ---- | --- | --------------- | --- | --- | --- | --- | ---- | --- | --- | --- | --- | --- | ---- | --- | --- | --- | --- | --- | --- |
| 1976    |                         |                          |      |     |                 | BRA | RSA | USW | ESP | BEL  | MON | SWE | FRA | GBR | GER | AUT  | NED | ITA | CAN | USA | JPN |     |
| 1976    | Surtees TS19            | Ford Cosworth DFV 3.0 V8 | G    | 38  | Henri Pescarolo |     |     |     |     |      | DNQ |     | Ret | Ret | DNQ | 9    | 11  | 17  | 19  | NC  |     |     |
| 1977    |                         |                          |      |     |                 | ARG | BRA | RSA | USW | ESP  | MON | BEL | SWE | FRA | GBR | GER  | AUT | NED | ITA | USA | CAN | JPN |
| 1977    | March 761 McLaren M23   | Ford Cosworth DFV 3.0 V8 | G    | 30  | Brett Lunger    |     |     | 14  | Ret | 10   |     | DNS | 11  | DNQ | 13  | Ret  | 10  | 9   | Ret | 10  | 11  |     |
| 1978    |                         |                          |      |     |                 | ARG | BRA | RSA | USW | MON  | BEL | ESP | SWE | FRA | GBR | GER  | AUT | NED | ITA | USA | CAN |     |
| 1978    | McLaren M23 McLaren M26 | Ford Cosworth DFV 3.0 V8 | G    | 29  | Nelson Piquet   |     |     |     |     |      |     |     |     |     |     |      | Ret | Ret | 9   |     |     |     |
| 1978    | McLaren M23 McLaren M26 | Ford Cosworth DFV 3.0 V8 | G    | 30  | Brett Lunger    | 13  | Ret | 11  | DNQ | DNPQ | 7   | DNQ | DNQ | Ret | 8   | DNPQ | 8   | Ret | Ret |     |     |     |
| Fuente: |                         |                          |      |     |                 |     |     |     |     |      |     |     |     |     |     |      |     |     |     |     |     |     |